# 阿杜瓦
阿杜瓦是埃塞俄比亞北部位於提格雷州的市集，座標14°10′N 38°54′E / 14.167°N 38.900°E，海拔1,907米。1896年曾發生阿杜瓦戰役。
根據埃塞俄比亞中央統計局2005年人口普查的資料，安波人口42,672，其中男性有20,774人，女性21,898人。